# Miss Grand Estados Unidos

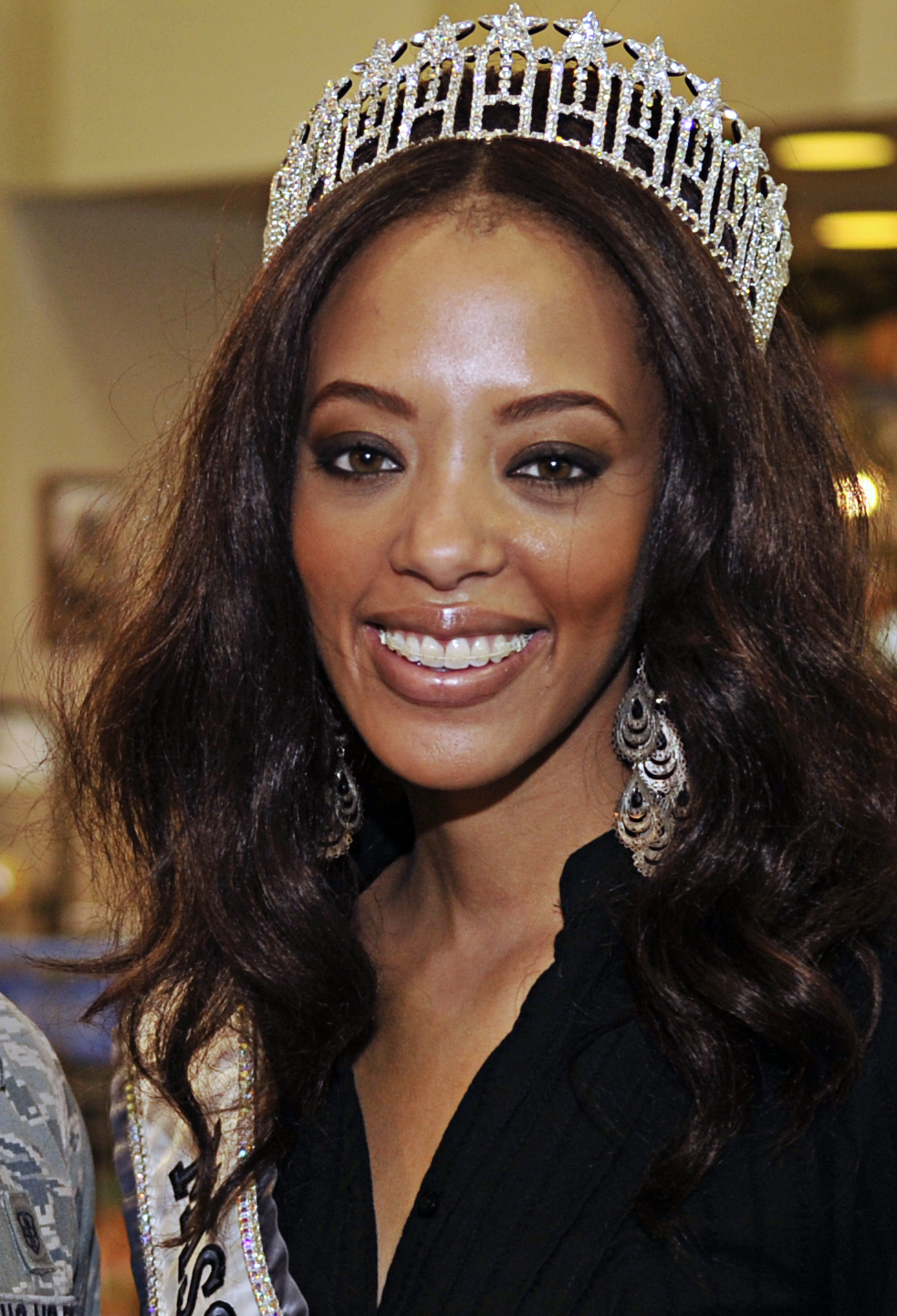
Blair Griffith, Miss Grand Estados Unidos 2013

Miss Grand Estados Unidos es un concurso de belleza nacional en Estados Unidos y un concurso preliminar para Miss Grand Internacional. La actual Miss Grand Estados Unidos es Emily DeMure de Colorado, quien representó al país en Miss Grand Internacional 2022 en Indonesia.

## Ganadoras
| Año  | Ganadora                      | Estado             | Edad | Ref.  |
| ---- | ----------------------------- | ------------------ | ---- | ----- |
| 2023 | Stephanie Marie Miranda       | Míchigan           | 29   |       |
| 2022 | Emily DeMure                  | Colorado           | 24   | [ 2 ] |
| 2021 | Madison Callaghan             | Carolina del Norte | 25   | [ 3 ] |
| 2020 | Abena Akuaba Appiah           | Nueva York         | 27   | [ 4 ] |
| 2019 | Emily Irene Delgado           | Nevada             | 24   | [ 1 ] |
| 2018 | Paola Melissa Cossyleon Félix | Illinois           | 24   | [ 1 ] |
| 2017 | Taylor Kessler                | California         | 21   | [ 5 ] |
| 2016 | Michelle Gabriela León López  | Nueva York         | 19   | [ 6 ] |
| 2015 | Laurie Petersen               | Virginia           | 25   | [ 7 ] |
| 2014 | Sara Platt                    | Carolina del Sur   | 18   | [ 8 ] |
| 2013 | Blair Griffith                | Colorado           | 25   |       |

| Año  | Primera finalista           | Segunda finalista          | Tercera finalista             | Cuarta finalista            |
| ---- | --------------------------- | -------------------------- | ----------------------------- | --------------------------- |
| 2019 | Míchigan: Alexandria Kelly  | Florida: Que Demery        | Georgia: Shiobhan Fraser      | Washington: Stormy Keffeler |
| 2017 | Luisiana: Brianna Key       | Georgia: Alexi Gropper     | Maryland: Courtney Williams   | Rhode Island: Leidy Guzmán  |
| 2016 | Illinois: Heather Jorgensen | Misisipi: Melissa Martinez | ' Nueva Jersey': Karina Lopez | Pensilvania: Jodelis Diaz   |

## Representaciones internacionales por año

### Miss Grand International
Clave de color;
- Ganadora
- Finalista
- Semifinalista
- Cuartofinalista

| Año  | Representante                 | Estado             | Posición          | Premios especiales | Ref.  |
| ---- | ----------------------------- | ------------------ | ----------------- | ------------------ | ----- |
| 2023 | Stephanie Marie Miranda       | Míchigan           | Tercera Finalista |                    |       |
| 2022 | Emily DeMure                  | Colorado           |                   |                    |       |
| 2021 | Madison Lynn Callaghan        | Carolina del Norte |                   |                    |       |
| 2020 | Abena Akuaba Appiah           | Nueva York         | Ganadora          |                    |       |
| 2019 | Emily Irene Delgado           | Nevada             |                   |                    |       |
| 2018 | Paola Melissa Cossyleon Félix | Illinois           |                   |                    | [ 9 ] |
| 2017 | Taylor Kessler                | California         |                   |                    | [ 5 ] |
| 2016 | Michelle Gabriela León López  | Nueva York         | Cuarta finalista  |                    | [ 6 ] |
| 2015 | Laurie Petersen               | Virginia           | Top 20            |                    | [ 7 ] |
| 2014 | Sara Platt                    | Carolina del Sur   |                   |                    |       |
| 2013 | Blair Griffith                | Colorado           | Top 20            |                    |       |